# Canthidium chabanaudi
Canthidium chabanaudi là một loài bọ cánh cứng trong họ Bọ hung (Scarabaeidae).